# Mondavezan
Mondavezan ist eine französische Gemeinde mit 899 Einwohnern (Stand 1. Januar 2022) im Département Haute-Garonne in der Region Okzitanien in der historischen Grafschaft Comminges. Die Einwohner werden Mondavezanais genannt.

## Geographie
Mondavezan liegt am Bewässerungskanal Canal de Saint-Martory, 60 km südwestlich von Toulouse. Im Norden verläuft der Fluss Louge, im Süden der Bernès. Die Anbindung an das Straßennetz Frankreichs wird durch die Autoroute A64 hergestellt.
Der Ortsname leitet sich vom lateinischen Montis Avicenae („Vogelberg“) her.

## Weblinks

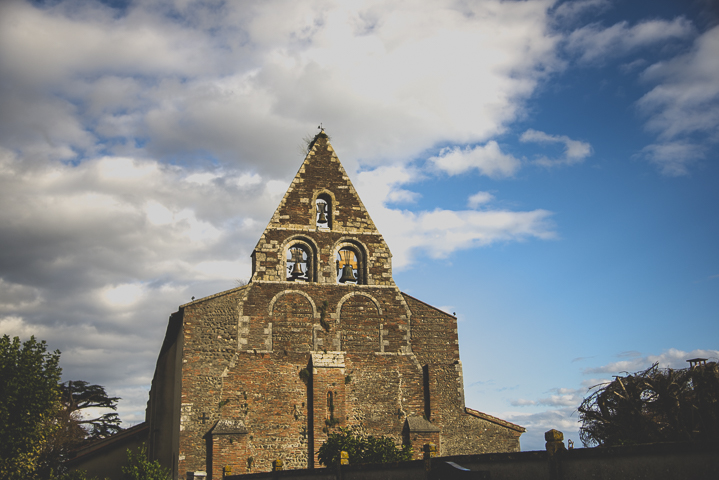
Kirche Saint-Michel